# 이재명 (축구 선수)
이재명(1991년 7월 25일 ~ )은 대한민국의 축구 선수이며 포지션은 수비수이다. 현 K리그2 경남 FC에서 뛰고 있다.

## 축구인 경력
경남 FC의 산하 유소년 팀인 진주고등학교를 거쳐 2010년 경남 FC에 입단하였다. 19세의 어린 나이에 첫 시즌 9경기에 출전하였고 2011 시즌에는 13경기에 출전하였다.
2013 시즌을 앞두고 전북 현대 모터스로 이적하였다. 2015 시즌을 마치고 군 복무를 위해 상주 상무에 입대하였다. 제대 후 전북 현대 모터스에 복귀했지만. 2경기밖에 출전하지 못했다. 2018시즌을 앞두고 경남 FC로 이적했다.